# Dare County
Dare County is een county in de Amerikaanse staat North Carolina.
De county heeft een landoppervlakte van 993 km² en telt 29.967 inwoners (volkstelling 2000). De hoofdplaats is Manteo.
Dare County is vernoemd naar het eerste kind met Engelse ouders dat in de Nieuwe Wereld werd geboren, Virginia Dare.